# Małgorzata Wilczyńska
Małgorzata Wilczyńska – polska tancerka i instruktor tańca flamenco, instruktor stepowania musicalowego, modelka, wicemiss Podlasia.

## Życiorys
Pochodzi z rodziny o tradycjach lekarskich, studiowała na Akademii Medycznej w Białymstoku. Absolwentka Zarządzania i Ekonomiki Szkoły Zdrowia Publicznego Instytutu Medycyny Pracy w Łodzi.

### Modeling, działalność artystyczna
Zdobyła tytuł Miss foto oraz vice miss Podlasia. Twórca i dyrektor Międzynarodowego Festiwalu Kultury Hiszpańskojęzycznej „Viva Flamenco” w Łodzi i Festiwalu Zwyczajów i Tradycji Karnawałowych „Carnavalia”. Modelka w agencjach: „Art Models” i „ Moda Forte”. Ukończyła Szkołę Manolo Marin w Hiszpanii. Pobierała nauki tańca flamenco u: Michaela Bentanzos, Alicii Marquez, Ursuli Lopez, Carmen Segura, Yolandy Atalaya, Ester Velez, Juana Polvillo, Miguela Vargasa, Teo Barea Munioz. Współzałożyciel Studia Tańca i Kreacji Pret-a-vision oraz właścicielka Agencji „Viva Dance” przy Bałuckim Ośrodku Kultury Rondo w Łodzi. Dyrektor Ośrodka Kultury „Karolew” w Łodzi.

## Festiwale
- 2008–2012: „Carnavalia” – pomysłodawca i organizator festiwalu
- 2002–obecnie: Międzynarodowy Festiwal Kultury Hiszpańskojęzycznej „Viva Flamenco” – pomysłodawca i organizator festiwalu

## Filmografia
- 1991: „Wiedźma” – obsada aktorska
- 1993: „Koło Iksjona” – obsada aktorska